# Quercus serratoides
Quercus serratoides är en bokväxtart som beskrevs av Homiki Uyeki. Quercus serratoides ingår i släktet ekar, och familjen bokväxter. Inga underarter finns listade i Catalogue of Life.